# Jodoigne
Jodoigne (neerlandeză Geldenaken, valonă Djodogne) este un oraș francofon din regiunea Valonia din Belgia. 